# Serrat de Salitó
El Serrat de Salitó és un serrat del terme municipal de Sant Esteve de la Sarga, del Pallars Jussà. Es tracta d'un dels contraforts de la part central-oriental del Montsec d'Ares.
Està situat quasi a l'extrem sud-est del terme de Sant Esteve de la Sarga, prop del límit amb Castell de Mur i amb Àger, al sud del poble de Moror. A llevant seu hi ha el Serrat del Castellot, i a ponent, el Serrat dels Collars.